# TKS (chenillette)
Pour les articles homonymes, voir TKS.
Les TK (TK-3) et TKS sont des chenillettes polonaises de la Seconde Guerre mondiale. La TK est une chenillette créée sur la base de la chenillette Carden-Loyd ; la TKS est sa version améliorée.

## Utilisation au combat

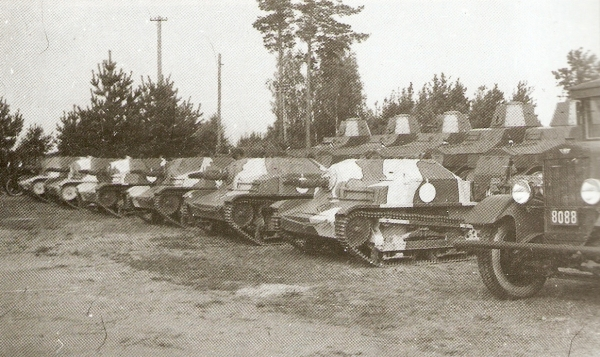
Chenillettes TKS de l'armée estonienne.

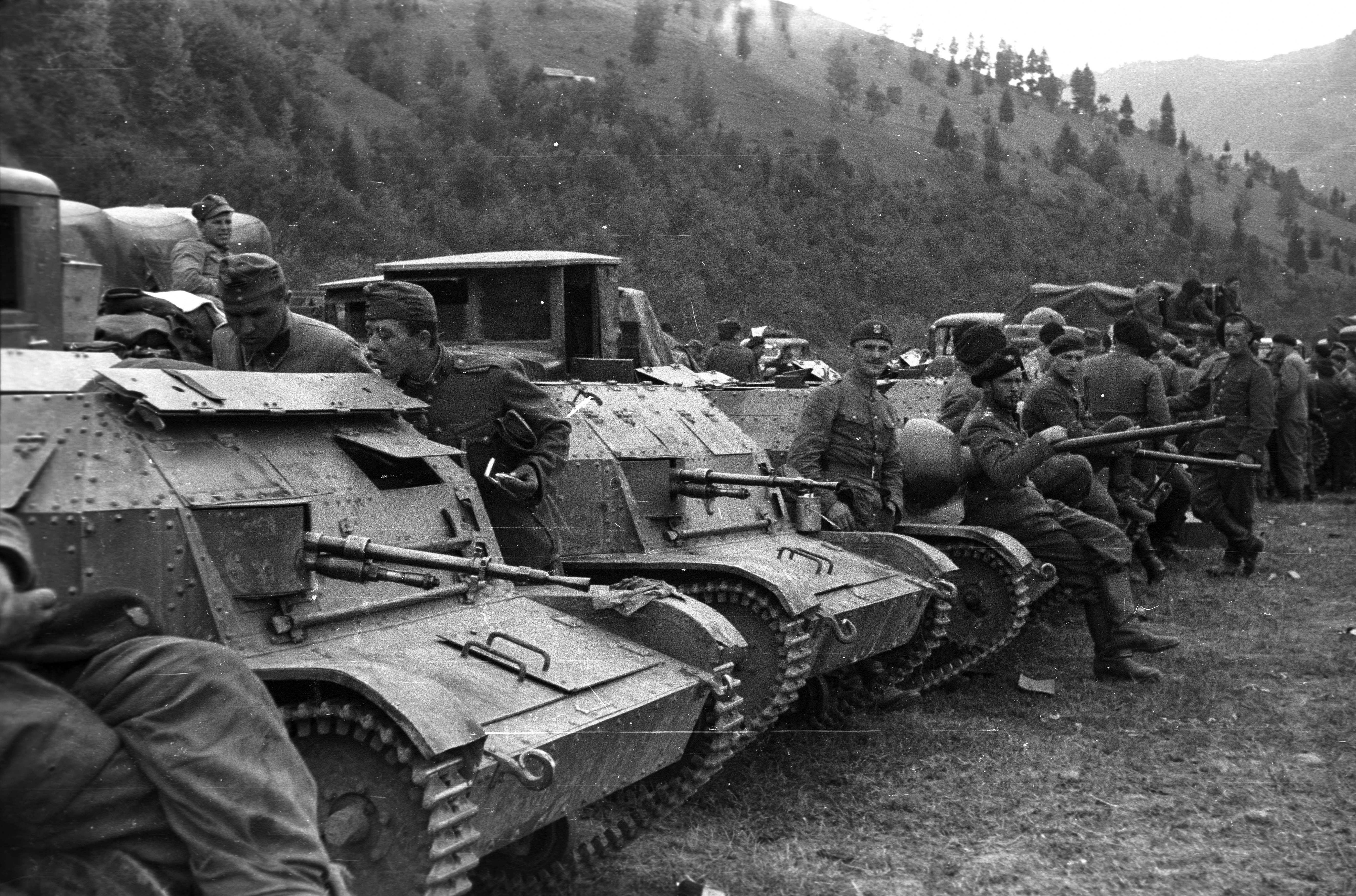
Deux TKS polonaises équipées de mitrailleuses au premier plan, deux autres armées de canons de 20 mm au second plan (septembre 1939).

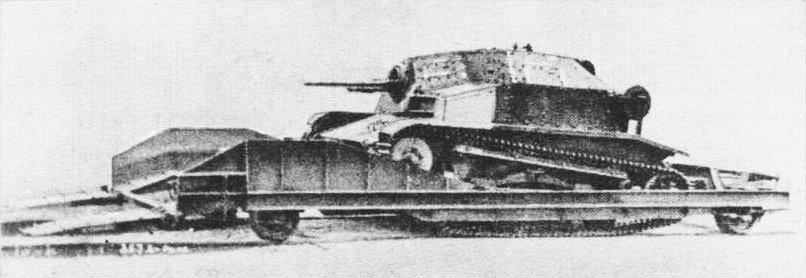
Un TKS utilisé sur une draisine pour la reconnaissance, un moyen de surmonter la limitation de mobilité du train blindé.

Construites à 575 exemplaires, elles forment le gros des forces blindées polonaises avant le déclenchement de la campagne de Pologne en 1939. Nombre d'entre elles sont détruites lors de l'invasion allemande en raison de leur armement léger (une unique mitrailleuse de 7,92 × 57 mm), qui ne pouvait pas rivaliser avec les panzers allemands mais leur petite taille leur permit de fournir un soutien à l'infanterie en menant notamment des missions de reconnaissance. 
Seule la poignée de chenillettes armées de canons de 20 mm avait une chance contre les chars ennemis : le 18 septembre 1939 elles détruisirent trois chars Panzerkampfwagen 35(t). Après la fin de la guerre de 1939, ces chenillettes furent utilisées par les Allemands dans le cadre d'entraînements et de maintien de l'ordre, ainsi que pour surveiller les aérodromes de la Luftwaffe.